# Cerco de Damasco (634)
O cerco de Damasco de 634 foi uma conflito militar entre o Califado Ortodoxo e o Império Bizantino pela posse da cidade de Damasco entre 21 de agosto e 19 de setembro de 634, No seu final, as tropas do califado comandadas por Calide ibne Ualide conquistaram a cidade aos bizantinos. Damasco foi a primeira grande cidade bizantina a cair durante a Conquista muçulmana da Síria, uma das primeiras guerras bizantino-árabes.
A última das guerras romano-persas tinha terminado em 627, quando o imperador bizantino Heráclio concluiu uma campanha vitoriosa contras os persas sassânidas na Mesopotâmia. Na mesma altura, Maomé uniu os árabes sob a bandeira do islão e após a sua morte em 632, Abacar sucedeu-lhe como primeiro califa ortodoxo (ou Rashidun). Após esmagar revoltas internas, Abacar procurou expandir o império muçulmano para além dos limites da península da Arábia.
Em abril de 634, Abacar invadiu territórios bizantinos no Levante e derrotou de forma decisiva o exército bizantino na Batalha de Ajenadaim, travada a 30 de julho de 634. As tropas muçulmanas marcharam seguidamente para norte e montaram cerco a Damasco. A cidade foi tomada depois de um padre monofisista ter informado Calide ibne Ualide que era possível penetrar nas muralhas atacando uma posição que estava pouco guarnecida durante a noite. Enquanto Calide entrava na cidade atacando a porta oriental, Tomás, o comandante da guarnição bizantina, negociava uma rendição pacífica na porta Jabiyah com Abu Ubaidá ibne Aljarrá, o segundo comandante muçulmano. Depois da rendição, Calide começou por discordar dos termos do acordo de paz oferecidos aos sitiados por Abu Ubaidá, mas acabou por concordar respeitá-los. O acordo incluía a garantia de que durante a três dias não haveria perseguições por parte dos muçulmanos contra o comboio bizantino que sairia da cidade imediatamente. Calide respeitou essa garantia, mas no final do prazo iniciou a perseguição dos refugiados damascenos que se dirigiam para Antioquia e derrotou-os em batalha seis dias depois, perto do que é hoje Al Jayyad.

## Contexto e antecedentes
Em 610, durante a guerra bizantino-sassânida de 602–628, Heráclio ascendeu ao trono imperial bizantino depondo Focas em 610. Enquanto Heráclio focava a sua atenção nos assuntos internos do seu império, os sassânidas conquistaram a Mesopotâmia, invadiram a Síria em 611 e entraram na Anatólia para ocuparem Cesareia Mázaca. Em 612, Heráclio expulsou os invasores da Anatólia e em 613 lançou uma contraofensiva na Síria, mas sofreu uma derrota decisiva. Ao longo da década seguinte, os persas conquistaram a Palestina e o Egito e Heráclio refez o seu exército, preparando-se para uma nova ofensiva, que lançou em 622. Conseguiu então vitórias substanciais sobre os persas e os aliados destes no Cáucaso e na Arménia. Em 627 lançou uma audaciosa ofensiva de inverno contra a Pérsia na Mesopotâmia e obteve uma vitória decisiva na Batalha de Nínive, que ameaçou a capital sassânida de Ctesifonte.
Desacreditado pela série de desaires, Cosroes II foi morto num golpe de estado liderado pelo seu filho Cavades II, que imediatamente procurou fazer a paz com os bizantinos, concordando em retirar de todos os territórios bizantinos ocupados. Heráclio devolveu a Vera Cruz a Jerusalém num cerimónia muito elaborado em 629.
Entretanto, na Arábia, Maomé tinha unido a maior parte da região sob uma só  autoridade religiosa e política. Quando Maomé morreu, em junho de 632, Abacar  foi eleito para o então criado cargo de califa, tornando-se o sucessor político e religioso de Maomé. No entanto, houve várias tribos árabes que se rebelaram contra o califa, dando início às Guerras Ridda ("guerras de apostasia" em árabe), mas a revolta foi reprimida com êxito por Abacar. Em 633, a Arábia estava firmemente unida sob a autoridade central do califa, cuja capital era Medina. Nesse mesmo ano, Abacar deu início a uma guerra de conquista contra os impérios vizinhos bizantino e sassânida. Após ter conquistado a província persa  do Iraque, a confiança do califa aumentou e em abril de 634 os seus exércitos invadiram o Levante bizantino através de quatro rotas diferentes. Os exércitos envolvidos nesta invasão revelaram-se pequenos para a tarefa, pelo que foram enviados reforços a partir do Iraque, comandados pelo brilhante general Calide ibne Ualide. Atravessando o deserto, Calide e as suas tropas entraram na Síria por uma rota inesperada, num movimento audacioso. Atacaram e derrotaram as defesas bizantinas no Levante e rapidamente capturaram Bostra, a capital dos gassânidas, aliados dos bizantinos. Em julho de 634, o exército muçulmano comandado por Calide derrotou outro exército bizantino na Batalha de Ajenadaim. Após limparem o seu flanco sul, os muçulmanos cercaram Damasco.

### Local do cerco
Pela sua localização estratégica, Damasco atraía mercadores de praticamente todo o mundo. A cidade era conhecida como o "paraíso da Síria". As fortificações condiziam com a sua importância: a parte principal da cidade era rodeada por uma muralha imponente com 11 metros de altura. A cidade fortificada tinha cerca de 1 500 m de comprimento por 800 m de largura.
A muralha tinha seis portas: a Oriental (Bab Sharqi), de Tomás (Bab Touma), de Gabita (ou Jabiya; Bab al-Jabiya), do Paraíso (Bab al-Faradis), de Keisan (Bab Kisan) e a Porta Pequena (Bab al-Saghir). Não obstante o rio Barada (em grego: Chrysorrhoas) corra ao longo da parte norte da muralha, não tinha profundidade suficiente para ter importância defensiva.
Durante a campanha da Síria, o comandante bizantino de Damasco era Tomás, genro do imperador Heráclio, um cristão devoto que era conhecido pela sua coragem e dotes de comando, além da sua inteligência e formação.

## Forças bélicas e sua disposição

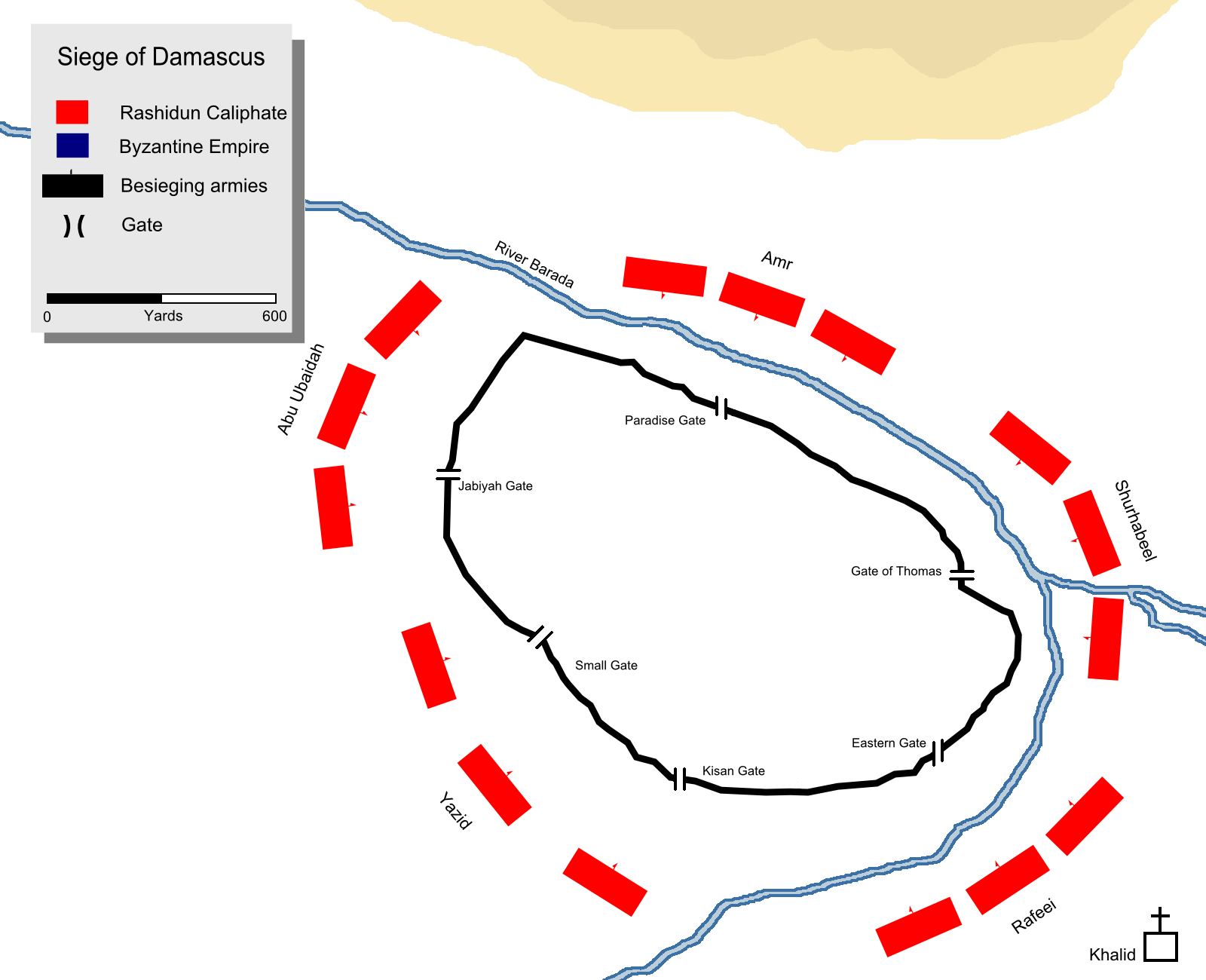
Disposição das tropas muçulmanas (em vermelho) durante a batalha

Os exércitos muçulmanos do século VII não dispunham de equipamento de cerco e tipicamente só aplicavam táticas de cerco quando não tinham outras opções. Sem o equipamento adequado, as tropas das primeiras conquistas muçulmanas sitiavam a cidade, bloqueando os seus abastecimentos até que os sitiados se rendessem. Entretanto, qualquer chance de poder entrar na cidade era aproveitada, nomeadamente usando ações furtivas e espionagem. Os exércitos muçulmanos normalmente isolavam a cidade de todas as terras em seu redor e enviavam batedores para as rotas mais vitais.[carece de fontes?]
Para isolar Damasco, Calide cortou as linhas de transporte e de comunicações com o norte da Síria. A sudoeste, foi enviado um destacamento de cavalaria para Arbela (Fahal em árabe; Irbide na atualidade), para chamar a atenção da guarnição bizantina e para defender as linhas de abastecimento muçulmanas com Medina. Dessa forma, esse destacamento funcionava como a retaguarda das forças muçulmanas na frente síria. Outro destacamento de cavalaria foi enviado para a estrada de Emesa, para tomar uma posição perto de Bete Lihya, a cerca de 16 km a norte de Damasco e fazerem o reconhecimento de quaisquer colunas bizantinas de reforços; se não fosse capaz de derrotar ou repelir os reforços inimigos, o comandante do destacamento tinha instruções para pedir reforços a Calide.[carece de fontes?]
Após isolar Damasco cortando todas as linhas de abastecimento à cidade e dispondo tropas em seu redor, Calide ordenou ao seu exército que cercasse a cidade em 21 de agosto de 634 (dia 20 do mês Jumada Alacir do ano 13 de calendário islâmico), colocando em frente de cada uma das portas da cidade uma unidade comandada por um general. Foram dadas instruções aos comandantes de unidade para repelirem qualquer ataque bizantino das portas respetivas e que pedissem reforços no caso de ataques pesados. Darar ibne Alazuar comandava 2 000 cavaleiros da guarda móvel, a força de elite muçulmana de cavalaria ligeira, que tinha como missão patrulhar as áreas vazias entre as portas à noite e para reforçar qualquer unidade que fosse atacada pelos bizantinos.
As unidades encarregadas do cerco às portas da cidade tinham cada uma entre quatro e cinco mil homens e eram comandadas pelos seguintes generais muçulmanos: Xurabil na Porta de Tomás; Abu Aljarrá na Porta de Gabita; Anre na Porta do Paraíso; Iázide na Porta de Keisan e na Porta Pequena; Rafai ibne Umiar na Porta Oriental.
Calide entregou o comando do corpo principal das suas tropas a Rafai ibne Umiar, posicionado na Porta Oriental, e estabeleceu o seu quartel general a pouca distância dessa mesma porta, num mosteiro que desde então é conhecido como Deir al Khalid ("mosteiro de Calide"). Para se abastecer, Calide contava com o oásis de Ghouta, uma zona agrícola a sul e a leste de Damasco.

### Reforços bizantinos
O imperador Heráclio encontrava-se em Antioquia quando o cerco começou.[carece de fontes?] No dia 9 de setembro de 634 enviou uma força de reforços para Damasco, que se pensa que incluiria cerca de 12 000 homens. Os batedores muçulmanos na estrada entre Emesa e Damasco reportaram a aproximação do exército bizantino. Quando soube disso, Calide enviou Rafai ibne Umiar ao encontro dos bizantinos à frente de 5 000 homens. Os dois exércitos encontraram-se 32 km a norte de Damasco, no passo de Ucabe ("passo da Águia"), na estrada de Emesa. A força muçulmana revelou-se insuficiente e foi rapidamente cercada pelas tropas bizantinas. Porém, antes dos bizantinos lograrem derrotar o destacamento muçulmano, Calide chegou com outra coluna de 4 000 homens e desbaratou-os. O confronto ficou conhecido como Batalha do Passo de Ucabe ("Batalha de Saníate Ulucabe").
A forças que ficaram no cerco tinham entretanto ficado enfraquecidas pela saída de 9 000 homens e os historiadores suspeitam que se a guarnição bizantina teria saído vencedora se tivesse saído para atacar as linhas dos sitiantes, que provavelmente levantariam o cerco. Percebendo o perigo da situação, Calide voltou rapidamente para Damasco.

### Primeiro ataque bizantino
Quando percebeu que não chegariam quaisquer reforços, Tomás decidiu lançar um contra-ataque. No início da terceira semana de setembro, Tomás retirou homens de todos os setores da cidade para formar uma força suficientemente poderosa para abrir caminho através da Porta de Tomás. Ali foi confrontado por Shurahbil e a sua unidade de cerca de 5 000 homens. O ataque bizantino começou com uma chuva concentrada de flechas contra os sitiantes. A infantaria bizantina, coberta pelos arqueiros na muralha, saiu a correr pela porta e espalhou-se em formação de batalha, com Tomás em pessoa a comandar o ataque. Durante o ataque, Tomás foi atingido por uma flecha no olho direito. Sem conseguirem quebrar as linhas inimigas, os bizantinos retiraram de volta para a fortaleza. Diz-se que Tomás teria jurado tirar mil olhos como vingança da perda do seu. Os bizantinos ainda fizeram outra grande saída nessa noite, mas igualmente sem êxito.

### Segundo ataque bizantino
Para este segundo ataque, Tomás planeou saídas simultâneas de quatro portas. O principal seria novamente a partir da Porta de Tomás, para tirar partido do cansaço das tropas muçulmanas ali estacionadas. Os outros ataques, a partir das portas de Gabita, Oriental e Porta Pequena, tinham como objetivo assegurar que as outras unidades muçulmanas não pudessem ajudar a de Xurabil na Porta de Tomás.
Na Porta Oriental Tomás reuniu mais tropas do que nas outras portas, de forma que Calide fosse impossibilitado de ir em apoio de Xurabil e tomar o comando naquele setor decisivo. O ataque de Tomás em várias portas também deu maior flexibilidade à operação: se fosse logrado êxito em algum setor que não o da Porta de Tomás, esse êxito poderia ser explorado enviando mais tropas para aquele setor para conseguir quebrar o cerco. Tomás ordenou que Calide fosse capturado vivo.
Após combates renhidos na Porta de Gabita, o comandante Abu Ubaidá e os seus homens repeliram o ataque dos sitiados e estes apressaram-se a voltar para o interior das muralhas. A batalha foi intensa na Porta Pequena, guardada pelo comandante Iázide e os seus homens. Iázide tinha estava em inferioridade numérica, mas Darar foi em seu auxílio com a sua unidade de 2 000 cavaleiros da guarda móvel. A cavalaria muçulmana atacou o flanco da formação bizantina e repeliu os atacantes.
Na Porta Oriental, a situação também se tornou grave, pois este setor tinha sido entregue a uma força bizantina mais numerosa. Rafai não foi capaz de suster os atacantes, mas a chegada de Calide com a sua reserva de 400 veteranos de cavalaria e o seu ataque subsequente ao flanco bizantino mudou a situação a favor dos muçulmanos.
Os combates mais renhidos ocorreram na Porta de Tomás, onde o comandante bizantino novamente comandou o ataque pessoalmente. Depois de combates intensos, Tomás percebeu que não o inimigo não dava mostras de enfraquecimento, pelo que concluiu que continuar o ataque seria infrutífero e iria causar ainda mais baixas entre os seus homens. Ordenou então a retirada e os bizantinos recuaram a um ritmo constante, sob uma intensa chuva de flechas por parte dos muçulmanos. Este foi a última tentativa de quebrar o cerco por parte de Tomás. Os sitiados perderam milhares de homens nos ataques e perderam a capacidade de combater fora das muralhas.

## Ataque de Calide
A 18 de setembro (dia 13 de Rajab do ano 13 do calendário islâmico), um padre monofisista de nome Jonas informou Calide que nessa noite se realizaria uma festa na cidade, o que oferecia uma oportunidade para os sitiantes tomarem a cidade com um ataque de surpresa às muralhas relativamente mal defendidas. Em troca, Jonas pediu imunidade para ele próprio e para a sua noiva. Segundo as crónicas muçulmanas, a noiva de Jonas ainda não lhe tinha sido dada devido à chegada do exército muçulmano para cercar Damasco e ele teria oferecido as informações a Calide apenas para ter a sua amada rapidamente. Jonas também se converteu ao islão.
Sem tempo para fazer um plano para um ataque coordenado envolvendo todo o exército, Calide decidiu forçar a entrada pela Porta Oriental ele próprio. Acompanhado por Caca ibne Anre e Mazur ibne Adi, o general muçulmano escalou a muralha ao lado da porta. Aquela parte da muralha era a mais forte e não havia qualquer guarda no cimo. Uma vez no cimo da muralha, ataram cordas, que lançaram para baixo, por onde subiram 100 soldados escolhidos que esperavam na base. Deixando alguns homens para ajudar os que subiam, Calide desceu para a cidade, matando os guardas que se encontravam no interior da porta. De seguida, Calide e Caca abriram a porta e o resto dos atacantes entraram na cidade, seguindo-se uma intensa batalha.
Quando Tomás percebeu que o resto do exército muçulmano não se tinha movido das outras portas, assumiu que só a unidade de Calide é que tinha entrado na cidade e que os comandantes das outras unidades muçulmanas não estavam a par do ataque repentino. Os muçulmanos tinham o hábito de poupar os habitantes das cidades conquistadas quando estas se rendiam, mas se houvesse resistência, os resistentes eram mortos.[carece de fontes?] Tomás tentou salvar Damasco uma última vez, enviando emissários para a Porta de Gabita para negociarem com Abu Ubaidá, o vice-comandante de Calide uma rendição pacífica e o pagamento da jizia (um imposto sobre os cidadãos não muçulmanos de um estado islâmico). Abu Ubaidá, conhecido pela sua natureza pacífica, aceitou os termos, pensando que Calide também iria concordar, e madou informar do acordo todos os comandantes muçulmanos. Depois da aurora, Abu Ubaidá entrou na cidade pela Porta de Gabita e os restantes comandantes muçulmanos fizeram o mesmo pelas respetivas portas que guardavam, quando a unidade de Calide ainda combatia dentro da cidade junto à Porta Oriental. Abu Ubaidá marchou pacificamente para o centro da cidade com as suas tropas, acompanhado por Tomás, Harbees (outro comandante bizantino), o bispo de Damasco e vários dignitários bizantinos. Por seu lado, Calide e os seus homens continuavam a abrir caminho para o centro da cidade combatendo e matando quem quer que resistisse. Os comandantes encontraram-se na Igreja de Maria.

### Captura da cidade
Ao contrário do que Abu Ubaidá esperava, Calide discordou do acordo que ele tinha estabelecido com Tomás, argumentando que ele tinha conquistado a cidade pela força. Abu Ubaidá insistiu que a cidade tinha capitulado, através do acordo de paz negociado entre ele e Tomás. Os comandantes de unidade muçulmanos discutiram a situação e teriam dito a Calide que o acordo de paz devia ser honrado, pois se se soubesse que os muçulmanos tinham dado garantias de segurança a uma cidade que se tinha rendido e de seguida tinham feito um massacre, nenhuma cidade se renderia aos muçulmanos, o que tornaria muito mais difícil a conquista da Síria. A contragosto, Calide acabou por concordar em respeitar o acordo de paz.
No termos desse acordo, assinado por Calide, ninguém seria escravizado, os templos não sofreriam qualquer dano, nada seria tomado como butim e durante um período de três dias não haveria perseguições a quem quer que decidisse sair da cidade por não querer viver sob o domínio muçulmano. Após esses três dias os muçulmanos poderiam atacar os bizantinos sem que isso fosse considerado uma violação do acordo.
| “ | Em nome da Alá, o Benfeitor, o Misericordioso. Isto é oferecido por Khalid bin al Waleed ao povo de Damasco. Quando os muçulmanos entrarem, eles (o povo) terão segurança para eles próprios, as suas propriedades, os seus templos e as muralhas da sua cidade, as quais não serão destruídas. Eles têm esta garantia em nome da Alás, do Mensageiro de Alá, do califa e dos muçulmanos, de quem não receberão nada além de bem desde que paguem a jizia. | ” |
|   | — Texto do acordo de paz. |   |

## Rescaldo
Uma vez passado o período de tréguas de três dias, Calide lançou-se em perseguição dos refugiados, entre os quais se encontravam Tomás e as suas tropas, que se dirigiam para Antioquia. O sírio Jonas, que tinha ajudado Calide a entrar na cidade, indicou-lhe um atalho para Antioquia. Comandando um regimento de cavalaria, Calide alcançou um comboio de refugiados bizantinos de Damasco junto à costa, perto de Antioquia. Calide atacou o comboio sob fortes chuvadas. Tomás e Harbee morreram em combate na batalha que se seguiu, conhecida como Batalha de Marj-ud-Deebaj ("batalha do prado de brocado"). Após os combates, os muçulmanos apossaram-se de uma grande quantidade de brocado com butim e capturaram a esposa de Tomás, filha de Heráclio. Segundo as crónicas, Jonas conseguiu ter a sua noiva, mas ela suicidou-se. Calide ofereceu a Jonas a filha de Heráclio, mas ele recusou a oferta e Calide enviou-a para o pai. Jonas morreu dois anos depois na Batalha de Jarmuque.
O califa Abacar morreu durante os primeiros dias do cerco, em 23 de agosto de 634, tendo sido sucedido por Omar. Este destituiu Calide do comando dos exércitos muçulmanos e nomeou Abu Ubaidá para esse posto. Anos mais tarde, após a Batalha de Jarmuque, o Califado Ortodoxo anexou todo o Levante e conquistou Antioquia em 638. Em 639 os bizantinos tinham perdido toda a Mesopotâmia e a Arménia. Heráclio concentrou as suas defesas no Egito e na Anatólia, criando uma zona-tampão nesta última região, a oeste de Cesareia Mázaca, onde todas as fortificações bizantinas foram abandonadas. O Califado nunca chegou a invadir a Anatólia, mas em 642 já se tinha apossado do Egito e da Tripolitânia.
Apesar do governo da cidade ter passado a ser exercido pelos árabes, a população de Damasco continuou a ser maioritariamente cristã (Ortodoxos e monofisistas), com uma comunidade crescente de muçulmanos árabes originários de Meca, Medina e do deserto sírio.
Damasco foi escolhida como capital da província ortodoxo de Bilade Xame ("terra do norte"), cujo primeiro governador foi Iázide ibne Abi Sufiane, um dos generais que participou no cerco. Iázide morreu de peste em 640 e foi sucedido pelo seu irmão mais novo Moáuia I. Após o assassinato de Ali, o último califa ortodoxo, em 661, Moáuia proclamou-se califa, fundando a dinastia omíada. Damasco tornou-se então a capital do Império Omíada e todas as receitas excedentárias das províncias do califado eram encaminhadas para o tesouro de Damasco. O árabe tornou-se a língua oficial, dando à minoria árabe da cidade uma vantagem nos assuntos administrativos sobre os cristão de língua grega.
O comércio e a economia da cidade prosperaram sob os Omíadas e Damasco continuou a ser uma das cidades mais deslumbrantes do mundo até 750, quando foi tomada pelos Abássidas, que mudaram a capital do califado para Bagdade.